# The Musk Who Fell to Earth
The Musk Who Fell to Earth é o décimo segundo episódio da vigésima sexta temporada do seriado de animação de comédia de situação The Simpsons, e foi exibido originalmente na noite de 25 de Janeiro de 2015 pela Fox Broadcasting Company (FOX) nos Estados Unidos.

## Enredo
Elon Musk aterrissa com sua espaçonave no quintal dos Simpsons. Enquanto jantava com eles, Marge pergunta por que Musk está em Springfield. Elon responde revelando que o propósito de sua estada em Springfield é que ele está procurando por inspiração. Para isso, Homer convida-o para acompanhá-lo à usina. No dia seguinte, durante o passeio de carro até a usina elétrica, Elon descobre que Homer é a fonte de novas idéias para invenções, como seus "Homerismos" (de acordo com Lisa) rapidamente o inspiram. Na usina, Elon inspira o Sr. Burns a instalar um gerador magneto hidrodinâmico para a planta, através de uma sugestão. Burns conhece Musk diretamente e tenta contratá-lo, mas Elon rejeita a oferta, já que ele não se importa com o dinheiro (para surpresa de Burns).
Musk e Burns anunciam à cidade que a usina elétrica desenvolveu novos planos para as necessidades elétricas da cidade (como Willie girando uma roda, o Springfield Hyperloop e o mais recente projeto de Musk, o Glayvinator). Apesar da alegria da cidade para isso, Smithers continua suspeito sobre Elon Musk. Também é anunciado que a Elon inventou uma marca de veículos autônomos para a Springfield. Bartentra no carro de sua família para desativar o modo de movimentação automática, exigindo a senha mestra de Musk. Ele e Lisa vão para um joyride no carro, onde eles pousam na usina, onde há outro anúncio por Musk. Musk revela que a cidade está perdendo cerca de US $ 50 milhões por trimestre, para o horror de Burns. Musk explica a Burns que a verdadeira intenção era salvar a Terra. Graças a Musk, Burns anuncia a seus funcionários que haverá demissões em massa. Burns, então, pede desculpas a um ferido Smithers para obter os cães para atacá-lo (ao invés de pedir desculpas por não acreditar em Smithers em sua verdadeira suspeita de Musk), e revela sua trama para matá-lo. Homer, no entanto, está chateado, porque seu ex-amigo Musk causou toda a escapada que levou a Burns desempregado Lenny, Carle os outros funcionários da usina (em vez do fato de que seus amigos estão desempregados e é culpa dele). Marge o aconselha a terminar com Musk gentilmente.
No dia seguinte, enquanto Elon está discutindo suas ideias para invenções com Homer, Burns tenta assassiná-lo. Embora a bala aconteça acidentalmente na maneira de Homer, Musk o salva. Homer agradece-lhe, mas ele admite a Musk que ele quer terminar com ele como melhores amigos. Para isso, os dois compartilham um último abraço e uma última inspiração em Homer: ele diz a Musk que o pequeno golfinho no capacete dos Miami Dolphins também está usando um capacete (embora isso já não fosse mais preciso no momento em que este episódio foi ao ar). a equipe substituiu esse design de logotipo antes da temporada de 2013). A família Simpson se despede de Musk, quando ele embarca seu foguete no espaço. Ele retorna para retornar Lisa, que tentou clandestino no foguete. Para compensar a tristeza de Lisa, ele dá à família uma casa de passarinho futurista (semelhante à casinha de passarinho desde o início do episódio). Elon então parte, e afirma que há algumas coisas que ele sentirá falta, como os últimos pensamentos de Homer para ele, enquanto ele flutua através da escuridão silenciosa e imóvel do espaço sideral..

## Produção
O episódio foi escrito por Neil Campbell, um escritor freelancer, e foi dirigido por Matthew Nastuk. Elon Musk é a estrela convidada para o episódio, interpretando a si mesmo. O produtor executivo Al Jean afirmou que eles tentaram fazer o episódio não como um "puxa-saco" para o ator convidado, por sua vez, concentra-se no egoísmo de Musk. Ele(Musk) era um fã da série, depois de ter visto o show desde frequentar a universidade. Ele estrelou no show porque ele e o produtor executivo James L. Brooks tiveram uma reunião, após a qual Brooks estava convencido de que queria uma versão fictícia de Musk no show.

## Recepção

### Audiência
De acordo com o instituto de medição de audiências Nielsen o episódio foi visto em sua exibição original por 3,29 milhões de telespectadores, recebendo uma quota de 1,4/4 na demográfica de idades 18-49. Houve uma variação negativa de 0,99 milhão de telespectadores em comparação ao episódio anterior, Bart's New Friend. O show foi o mais visto da FOX naquela noite.

### Avaliação Crítica
Dennis Perkins, do The A.V. Club, deu ao episódio uma classificação C, dizendo "Não é que Elon Musk não é famoso o suficiente para ser convidado em The Simpsons para interpretar a si mesmo. Musk é um empreendedor bilionário, inventor, visionário, e assim por diante é certamente uma pessoa poderosa e influente, mesmo que ele não está possuído do tipo de reconhecimento e do nome cultural para um personagem na série. É mais que, a partir do título do episódio, "The Musk Who Fell to Earth," joga fora mais como uma carta de amor para Musk do que um bom episódio dos Simpsons. É como se alguns escritores da série tivessem conhecido Musk numa palestra, eles ficaram 'feridos' quando descobriram que Musk era um fã da série, e deram um episódio para ele. O que seria um problema menor se o episódio fosse bem pensado e engraçado, Musk era uma presença envolvente, ou os Simpsons em si não foram relegados para status em seu próprio show de apoio."

## Ligações Externas
- "The Musk Who Fell to Earth" (em inglês) no IMDb